# Vurski jezik
Vurski jezik (võro kiil; est. võru keel) južnoestonski je jezik s vlastitim književnim standardom kojim govore pripadnici naroda Viru na jugoistoku Estonije, a koji se zauzimaju za njegovo priznanje regionalnim jezikom. Za očuvanje i priznanje jezika skrbi se institut Võro Instituut. Prema UNESCO-ovu Atlasu ugroženih jezika ubrojen je u ugrožene jezike.
Najstarijim pisanim zapisima smatra se prijevod Novoga zavjeta (Wastne Testament), objavljen 1686. godine.